# アメリカ植民協会
アメリカ植民協会（アメリカしょくみんきょうかい、英: American Colonization Society、略号はACS, フルネームではThe Society for the Colonization of Free People of Color of America）は、西アフリカ海岸の植民地リベリアを設立することに貢献した組織である。1821年、アフリカ系アメリカ人がアメリカ合衆国からリベリアに移動した。その後の20年間に、この植民地は成長を続け、経済的な安定を得た。1847年、リベリア議会は独立国家であることを宣言した。
この協会は人種差別主義の協会だと告発する者もいるが、その博愛的な起源や後にアフリカにおけるアメリカ帝国という構想を持った人々が引き継いだことを指摘する者もいる。ただし、黒人の奴隷制度廃止論者も白人の奴隷所有者も協会員だった。この協会は、リベリアが独立した共和国であることを宣言した1847年まで密接にリベリアの発展を統制した。1867年までに協会の手で13,000人以上のアメリカ人がリベリアに移動し、その子孫はアメリコ・ライベリアンと呼ばれるようになった。協会は1964年に正式に解散した。
この協会を支援したのは、自由黒人による組織だった反乱を恐れた南部人、黒人労働者が殺到することにより貧しい白人の経済機会が奪われることを心配した北部人、奴隷制度には反対するが人種差別撤廃は望まない者達、およびアフリカに戻ることがその抱えている問題を解決するための最良の策だと考えた多くの黒人だった。

## 背景

### 自由黒人に関する「問題」解決策としての植民地化
アメリカ独立戦争の後、奴隷制という「特異な制度」とそれに縛られる者の数は増大した。それと同時に、戦争が火付け役となった奴隷解放や北部州での奴隷制廃止という動きもあって、自由黒人の数も増大した。
移民の支持者達を動機付けた出来事には、1800年のガブリエル・プロッサーが指揮して失敗した奴隷反乱や或る者には警告と受け取られたアメリカ合衆国内の自由アフリカ系アメリカ人数の急速な拡大があった。1790年から1800年の白人対黒人の人口比率は8対2だったが、植民地化の賛成者を妨げたのは自由アフリカ系アメリカ人数の大きな増加だった。1790年から1800年に掛けて、自由アフリカ系アメリカ人の数は59,467人（アメリカ合衆国人口の1％、黒人人口の7％）から108,378人（アメリカ合衆国人口の2％）まで増え、増加率は82％だった。1800年から1810年に掛けては、その数が186,446人（アメリカ合衆国人口の2％）となり、増加率は72％だった。
この着実な増加はその社会の中にいる自由黒人の存在に気付くようになり心配していた白人社会では当然ながら注目された。自由黒人、特に自由州（奴隷制を廃止した州）における自由黒人に対して提議された議論は4つの主要な範疇に分けることができる。1つは黒人の道徳的だらしなさと考えられることを指摘するものだった。当時の白人至上主義者達は、黒人がその野蛮で拘束されないやり方に白人を引きずり込む勝手気儘な存在だと主張した。この人種間の混合の怖れは強く、黒人排除の叫びの大半を占めた。
これと同じような見方で、黒人は犯罪を増やすものだと非難され、真っ直ぐで狭い道筋から逸れる傾向があると考えられた。またアフリカ系アメリカ人が精神的に劣っていることから市民としての義務に適合できず、真の改善も出来ないと主張する者もいた。経済的な配慮も進んだ。自由黒人は白人から仕事を奪うだけだと考えられた。この感覚は特に北部の「労働者階級」の中で強かった。
南部人は自由黒人について特別の感情があった。奴隷制度の残る地域にいる解放奴隷はまだ奴隷である者達に自由とは何を意味するかを思い出させ、逃亡や奴隷の反乱を奨励したりすると恐れられた。
南部の植民推進者は人種差別主義と奴隷蜂起の怖れで動機付けられたのに対し、北部の植民推進者は白人と黒人が共存するという考え方の受け入れを拒んだ。その提案した解決策は「植民地化」と婉曲的に呼称されるやり方でアメリカ合衆国からアフリカへこの階級の人々を移送させることだった。

### 協会の先駆者
独立戦争の頃に遡り、トーマス・ジェファーソンは新しい国の境界外へアフリカ系アメリカ人を移すことを提案していた。植民地化はその考え方が知られるようになるにつれて、黒人と白人が、その持って生まれた人種的違い、二極化された社会的地位および既に広まっている人種差別のために、同じ社会で調和を保ち合衆国内で政治的平等には暮らせないという論点に拠って立つようになった。その提唱者の多くにとって、とても実現不可能に見えた即座の全国的奴隷制廃止と、南部の奴隷所有者ですら不快に思う命題である恒久的黒人の束縛という考え方の中間に植民地化があった。

### ポール・カフ

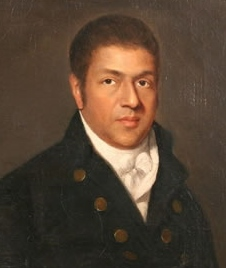
ポール・カフ

アフリカ系アメリカ人とアメリカ先住民を先祖に持つ成功したクエーカー教徒船主ポール・カフ（1759年-1817年）は、解放されたアメリカ人奴隷をアフリカに定着させることを提唱した。カフは、イギリス植民地であるシエラレオネに移民を連れて行くという案で、イギリス政府、アメリカの自由黒人指導者およびアメリカ合衆国議会議員から支持を得た。カフは1年に1回航海して、入植者を連れて行き価値のある荷物を積んで帰るつもりだった。1816年、カフ船長は自費で38人のアメリカ黒人をシエラレオネのフリータウンに連れて行き、その後の航海を計画していたが、1817年のその死によって不可能になった。しかし、カフはその植民地化推進論に多くの支持者を集め、アメリカ植民協会のようなその後の組織に地盤を与えた。

## 起源と結成

### チャールズ・フェントン・マーサー

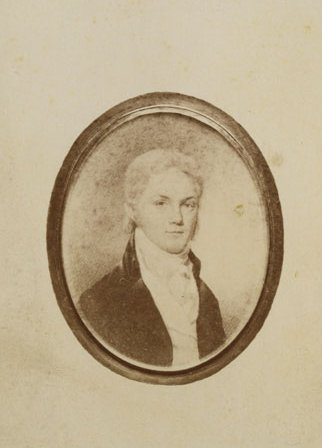
チャールズ・F・マーサー

アメリカ植民協会は1816年にその起源がある。バージニア州議会の連邦党員チャールズ・フェントン・マーサーはガブリエル・プロッサー陰謀の後で持たれた黒人植民に関する議会議事録を発見した。マーサーはバージニア州がこの考えを支持するように勧め、ワシントンD.C.でその政治的関係者の1人ジョン・コールドウェルはその義兄弟で長老派教会の牧師ロバート・フィンリーに働きかけ、フィンリーがこの計画を支持した。

### 結成

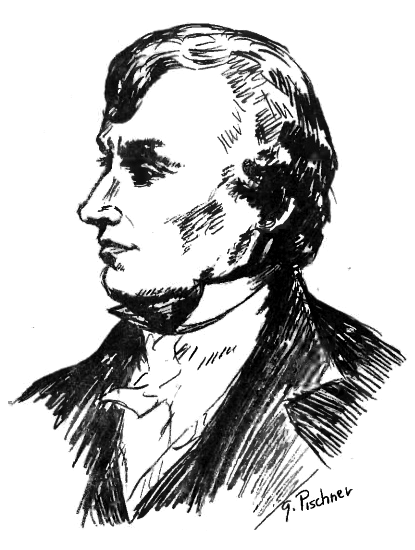
ロバート・フィンリー

アメリカ植民協会は1816年12月21日にワシントンのデイビス・ホテルで設立された。出席した代議員にはヘンリー・クレイ、ロアノークのジョン・ランドルフ、リチャード・ブランド・リーおよびロバート・フィンリー牧師が名を連ねた。植民地化の立案者チャールズ・フェントン・マーサーはバージニア州議会議員であり、ワシントンの会合には出席できなかった。
この初会合で、フィンリーがアフリカに植民地を設立して、アメリカ合衆国から大半は自由の身分で生まれた自由有色人を連れて行くことを提案した。フィンリーは「我々の国に住む自由有色人を（その同意により）アフリカあるいはアメリカ合衆国議会が最も適当とみなす他の場所に」植民することを意図した。

### 会員
ヘンリー・クレイ、ダニエル・ウェブスター、ジョン・ランドルフおよびフェルナンド・フェアファックスが最も良く知られた会員だった。元大統領トーマス・ジェファーソンは公にこの組織の目的を支持し、ジェームズ・マディソン大統領は協会のために公的資金を手配した。その他著名な支持者としてはフランシス・スコット・キー、ブッシュロッド・ワシントンおよびアメリカ合衆国議会議事堂の建築家ウィリアム・ソーントンがいたが、すべて奴隷所有者だった。
これら「穏健派」は奴隷制は維持できないと考え、最終的には終わらせるべきとしていたが、実現可能な選択肢として奴隷をその社会に一体化させることまでは考えなかった。それ故に、協会は自由を受け入れた者達が協会の費用でリベリアに移住するという条件で奴隷所有者に解放を提案した。少数の奴隷所有者はこのやり方を選んだ。

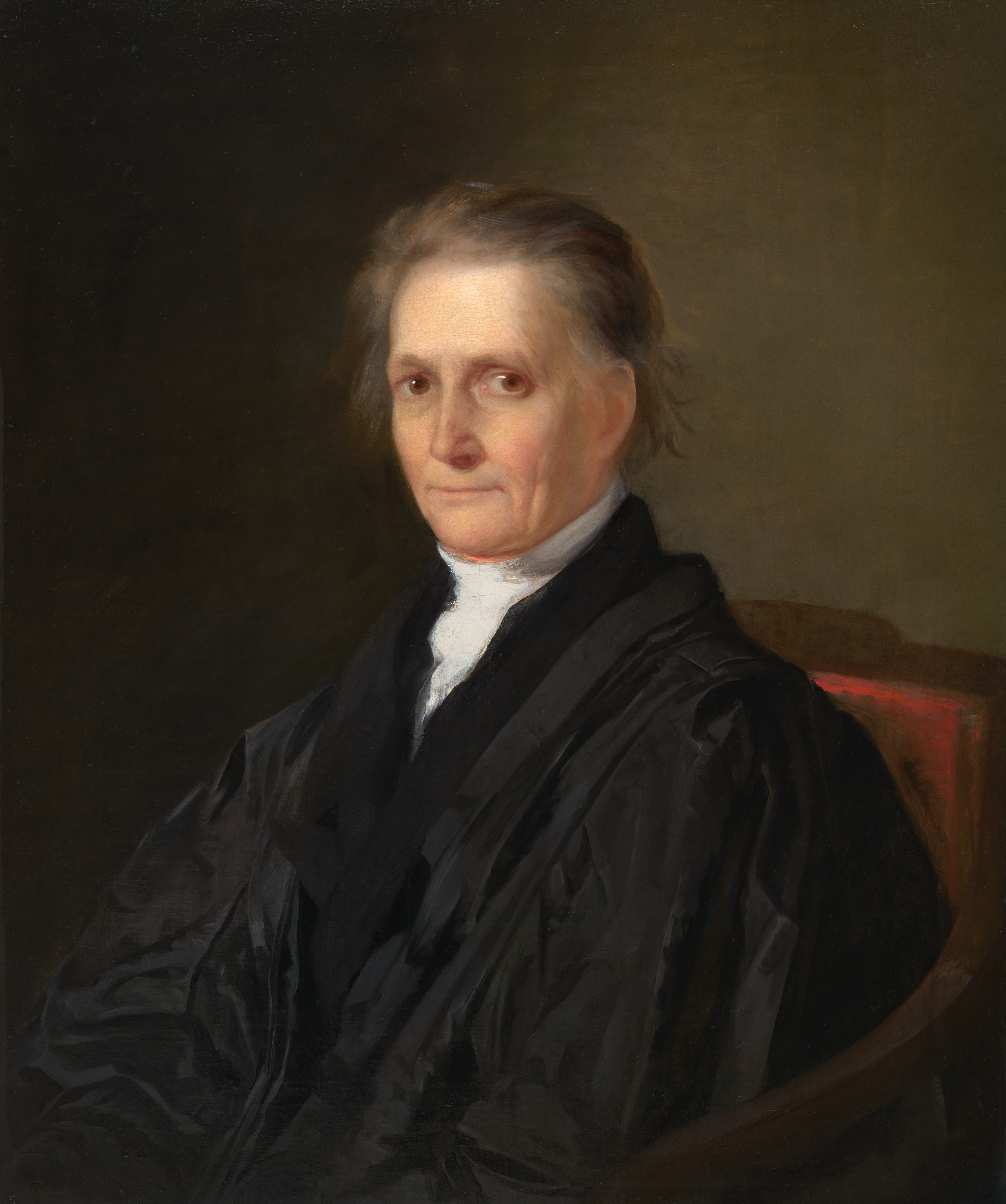
ブッシュロッド・ワシントン

合衆国最高裁判所陪席判事でジョージ・ワシントンの甥であるブッシュロッド・ワシントンが組織の初代会長になった。ケンタッキー州選出の偉大なアメリカ政治家ヘンリー・クレイが知識と政治の面で主要な指導者となった。アメリカ植民協会の会長は南部人である傾向があった。初代会長のブッシュロッド・ワシントン然り、ヘンリー・クレイは1836年から1849年まで会長を務めた。
 
協会の威信はクレイやワシントンのような知名度の高い教会指導者から得られるものが大きく、長い間に、幾人かのアメリカの偉人が単に協会員だけでなく役職者も務めた。ジェームズ・マディソン、ダニエル・ウェブスター、ジェームズ・モンロー、スティーブン・ダグラス、ジョン・ランドルフ、ウィリアム・スワード、フランシス・スコット・キー、ウィンフィールド・スコット将軍、ジョン・マーシャルおよびロジャー・トーニーがいた。その他にトーマス・ジェファーソンやエイブラハム・リンカーンというような偉人は協会員ではなかったものの、植民地化とアメリカ合衆国から黒人を移住させることを強く支持した。ただし、リンカーンは後に黒人の選挙権も支持した。
協会の支持者達は大きく分けて3つの集団に分かれた。最初の集団はそれが難しい問題を解決するための最善策であり、段階的解放に導くと誠実に考えていた者達だった。次の小さな集団は「危険な」自由黒人に伴う問題に対する回答として移住を考えた奴隷制擁護派だった。恐らく支持者の最大集団は奴隷制に反対するが人種間の平等というようなものはとても考えられない人々だった。

### 協会の動機
植民地化の動きは様々な動機の混合から生まれた。自由黒人、解放奴隷およびその子孫達は19世紀初期のアメリカ合衆国で広く人種差別を経験していた。彼等は一般に社会の重荷と考えられ、賃金を下げるために白人労働者にとっては脅威と映った。奴隷制度廃止論者の中には、黒人がアメリカ合衆国内では平等を勝ち得ないと考え、アフリカにでも出た方が良いと見る者がいた。多くの奴隷所有者は自由黒人の存在が奴隷反乱を奨励すると心配した。その他アフリカへの移住を支持する者で、人種間結婚を妨げたい者、キリスト教をアフリカに拡げたい者、あるいはアフリカとの貿易を発展させたい者などがいた。
反奴隷制の立場であっても協会員は公然と人種差別をしており、しばしば自由黒人はこの国で白人社会には融合できないと主張した。奴隷所有者のジョン・ランドルフは自由黒人を「厄介事の推進者」と呼んだ。当時約200万人のアフリカ系アメリカ人がアメリカに住んでおり、その内20万人は自由有色人だった。ケンタッキー州の連邦議員ヘンリー・クレイは南部経済における奴隷制の否定的要素を批判していたが、「その色からくる征服できない偏見故に、この国の自由白人とは決してうち解けられない」と考えた。
奇矯で知られるランドルフは自由黒人を移住させることが奴隷資産を「実質的に確保させることになる」と考えたが、初期会員の大多数は慈善家、牧師および奴隷制廃止論者であり、彼等はアフリカ人奴隷とその子孫を解放しアフリカへ戻る機会を提供することを望んだ。数は希少だが奴隷所有者で自由有色人を怖れ、アメリカから排除することを望んだ者もおり、実際に協会がローワーサウスの農園主から多くの支持を得ることは無かった。

### 協会の計画に対する反対意見
この運動が大々的な成功とまではならなかった理由は3つあり、1つは黒人や奴隷制度廃止論者から上がった反対であり、次にそれだけ多くの人々を動かす膨大な仕事（南北戦争後にはアメリカに400万人の自由黒人がいた）、最後はそれだけ多くの黒人新参者を喜んで受け入れる場所が見つからなかったことだった。
黒人のアメリカ人は移民の問題で2つに別れた。何人かの黒人教会指導者は協会支持の立場を取った。1817年1月、バージニア州リッチモンドの自由黒人は移民に賛成する公の声明を出した。しかし、フィラデルフィア、ニューヨークおよびボストンのような北部社会の自由黒人大半は移民に反対して結束し、アメリカ合衆国内から自由黒人を排除するための策略だと見なした。多くは協会員を人種差別の国外追放論者だと非難し、その目的は黒人を助けることではなく、自由黒人の社会を排除することで奴隷制を強化することだと論じた。彼等はアメリカに留まった方が良いと考え、奴隷制に反対しアメリカ合衆国内市民として完全な権利を求めて戦う方が良いと考えた。当時協会設立に関わった自由黒人で長老派教会牧師レミュエル・ヘインズは神意による計画は最終的に奴隷制を打ち破り、人種間の平等という調和のある差別撤廃に導くことだと熱烈に主張した。1817年、フィラデルフィアで3,000人以上の黒人が集まり、植民地化計画に反対する抗議を行った。
これと同時に南部の多くの奴隷所有者はこの計画をその奴隷経済に対する攻撃だと非難した。

### 資金集め
連邦政府の支持や州政府と数人の指導的市民からの寄付があったにも拘わらず、協会はその事業を行うために必要な資金集めに苦労した。
長い間協会はアメリカ合衆国議会にリベリアに植民者を送るための予算を付けるよう説得に努めた。ヘンリー・クレイもこの運動を指揮したが失敗した。しかし、協会は幾つかの州議会に訴えることで成功に結びつけた。
協会が開発した資金集めの主要な方法は個人に生涯会員証を販売することだった。
協会員は執拗に連邦議会と大統領に支持を求めて圧力を掛けた。アメリカ植民地協会は1817年に就任した新しいアメリカ合衆国大統領ジェームズ・モンローと連携した。モンローはバージニア州知事だった世紀の変わり目以来、アフリカへ自由黒人を移住させることを支持しており、その権力を使って積極的に新しい協会を援助した。1819年には議会を説得して協会のために10万ドルの予算を付け、領土を獲得するために連邦の協力を確保することにも貢献した。実際にアメリカ植民協会を援助するモンローの努力は、リベリアの首都をモンローに因んでモンロビアと名付けることで記念されている。

## 最初の植民地：ケープ・メスラド
多くの黒人から反対の声はあったが、数百の者達が植民者としてその起源がある大地に帰ることに志願して出た。

### 第1船：エリザベス号
1820年1月、第1船エリザベス号が3人の白人協会職員と88人の移民を乗せてニューヨークを出港し西アフリカに向かった。協会はアメリカ人奴隷の自由を購い、リベリアまでの渡航費を賄った。移民は既に自由だった黒人にも提案された。
最初の遠征は米国聖公会牧師サミュエル・ベイコンの指導で、小さな商船エリザベス号を使って行われた。持ち込んだ物品としては荷馬車、手押し車、鋤、製材機械と製粉所のための鉄製部品、大砲2門、マスケット銃100挺、火薬12樽、釣り具および小さな艀があった。ジェームズ・モンロー大統領は海軍長官に命じてスループ・オブ・ウォーUSSサイアンにアフリカまでエリザベス号を護衛させた。エリザベス号に乗った86人の移民のうち、約3分の1が男性であり、残りはその妻と子供達だった。
この船は先ずシエラレオネのフリータウンに到着し、続いて南行して今日のリベリア北海岸に向かい開拓地を設立する努力を始めた。3週間以内に黄熱病のために白人3人全てと移民の22人が死んだ。残った者はシエラレオネに戻り次の船を待った。ノーチラス号は1821年に2回航海し、パーセビアランス（忍耐）と名付けた島のケープ・メスラドに開拓地を造った。初期開拓者はほとんど自由の身分で生まれた黒人であり、奴隷制の中では生まれていないがアメリカ市民の完全な権利までは否定された者で、難しい仕事だった。
アフリカの先住民は開拓地の拡大に抵抗し、多くの武装紛争に発展した。それでも、その後の10年間に2,638人のアフリカ系アメリカ人がこの地域に移民した。またこの植民地は奴隷船から捕獲し解放された奴隷を受け入れることで合衆国政府と合意した。
協会は新しい植民地のために地元の種族指導者に土地を売らせようとしたがあまり成功せず、アメリカから渡った最初の88人の自由黒人開拓者はシェルボ島に置いておかれた。

### 第2船：ノーチラス号
モンロー大統領が現地の惨状について聞いたとき、妨げられてはいるものの植民地化運動は成功するものとまだ信じていた。サミュエル・ベイコンの兄弟であるエフレイム・ベイコン牧師を新しい遠征隊の指導者に任命して、最初の船の生き残りを集め、再度恒久的な開拓地を造るように仕向けた。ベイコンは数人の白人職員と33人の黒人植民者をノーチラス号に乗せて、エリザベス号がニューヨークを離れてから1年と少し経った1821年1月23日に、バージニア州ハンプトン・ローズから出航した。エリザベス号と同様に、ノーチラス号は問題なく大洋を渡った。フリータウンに一度上陸した後、一行はフォーラー湾に急行して最初の開拓者生き残りと合流し実態を把握した。
ベイコン達は海岸に沿ってさらに航海し、植民地を造るための適地を探した。先人達と同様に地元の大半の酋長達は喜んで土地を売らないという問題に直面した。4月になって、バッサの土地40平方マイル（100 km2）を購入する条約を結ぶことができたが、その価額が高すぎ、種族の王に毎年貢ぎ物をしなければならなかったので、協会は批准を拒んだ。土地を得られなかったことに憤懣を募らせたモンロー大統領はベイコンをイーライ・エアーズ博士に置き換えることにし、エアーズは1821年7月にUSSシャークに乗ってニューヨークを離れ、11月にアフリカに到着して現地の者達に会った。モンローはこれ以上失敗したくはなかったので、適切な領土を得るために軍事力を介入させることにし、エアーズを援助するためにロバート・ストックトン海軍大尉が指揮するUSSアリゲーターを派遣した。
エアーズとストックトンは海岸線を下って開拓に適した場所を探し、最終的にシエラレオネから約225マイル（360 km）南のケープ・メスラドに決めた。植民協会の代理人は以前にこの土地を購入しようとしていたが、その地域を支配するピーター王はにべもなく売却を拒否していた。この時はエアーズとストックトンが「否」を回答として受け付けるつもりはなかった。彼等は12月12日に岬に到着し、王との会見を求めた。最初はそれも断られたが執拗に要求して最後は謁見にまで結びつけた。ピーター王は彼等の欲しがる土地を売ることを拒んだが、翌日また交渉に戻ってくることに同意した。翌日王は自分の代わりに使者を送り、土地を売るつもりもないし、再度会見するつもりもないことを伝えさせた。エアーズとストックトンはこのような扱いに怒り、自分達の手で解決することにした。彼等は現地の案内人を雇って王の町に案内させ、再度会見を要求した。12月14日、ピーター王は彼等と会見したが、如何なる条件でもケープ・メスラドを売らないと再度伝えた。エアーズとストックトンは王が間違っていると分からせることにして、拳銃を抜いて王達に狙いをつけた（別の証言では協会の代表による武力行使についてはほとんど言明されていない）。銃を突きつけられたピーター王はケープ・メスラドをアメリカ人に売却することに「合意」した。翌日正式な合意書が結ばれ、エアーズとストックトンは然るべき量の大砲、火薬、寝台、衣服、鏡、食料、ラム酒および約300ドル相当のタバコと引き換えに植民地として岬を獲得した。
エアーズとストックトンはシエラレオネに戻り、2隻の船に植民者を乗せて新たに獲得した土地に向かった。最初の開拓地は現在の首都モンロビアがある場所に近いプロビデンス島だった。プロビデンス島には適切な清水源が無く、雨季が始まっていた。新しい開拓者の多くは1年前にエリザベス号の開拓者そうだったように、病気に罹り始めた。しかし、開拓地は生き残り、アメリカ政府に傭船されたブリッグ船ストロング号が1822年5月26日にハンプトン・ローズを発って8月8日にケープ・メスラドに到着したことで強化された。ストロング号は55人の自由黒人開拓者と共に食料やその他の物資を植民地に運んできた。

## 植民地の拡張と発展
1824年、ケープ・メスラドが拡張してリベリア植民地になり、合衆国政府は「コンゴ」の収容者（大西洋でアメリカ人に保護された奴隷）でニュージョージアを造った。その他の植民地も出来ていった。
アメリカ植民協会の初期指導者であるジェフディ・アシュマンがアフリカにおけるアメリカ帝国の姿を計画した。1825年から1826年にアシュマンは海岸に沿ったものや内陸に入る主要な川に沿った種族の土地を賃貸、併合あるいは購入という手段で手に入れた。前任者のストックトンと同様に植民地領土の拡大のために武力を使う用意があった。その積極的な行動でリベリアの力は周りを急速に上回るようになった。
協会が合衆国議会図書館に預けた1825年5月の条約では、ピーター王や他の先住民王達が500バールのタバコ、3樽のラム酒、5樽の火薬、5本の傘、10本の鉄製柱、および10足の靴などと引き換えに土地を売ることに同意したとなっている。

## 他の植民地創設による拡張
メリーランド州植民地協会はアメリカ植民協会への支援を取り下げ、リベリアに植民地を造り移民を望む州内の自由有色人を送ることをきめた。その後間もなく、ペンシルベニア州青年植民地協会がポートクレッソンに独立した植民地を築くために設立された。ニューヨーク市植民地協会がペンシルベニア州青年植民地協会と統合した。プラウドフィット博士の積極的な仲介で州の予算がその援助に付けられた。
1832年にニューヨークとペンシルベニア州植民地協会がエディナとポートクレッソンの植民地を設立した。1834年、メリーランド州植民地協会がメリーランド・イン・リベリア植民地を設立した。
1834年、ミシシッピ州植民協会がアメリカ植民協会とは独立した植民地を設立した。ミシシッピ州とルイジアナ州植民地協会が1835年にミシシッピ・イン・アフリカ植民地を設立した。1835年、ポートクレッソンは地域の先住民によって破壊された。1ヶ月後バッサ・コーブ植民地がポートクレッソンの廃墟に設立された。
その後整理統合の時期があった。バッサ・コーブ植民地は1837年にエディナ植民地を吸収した。続いてバッサ・コーブ植民地は1839年にリベリアに取り込まれ、ニュージョージアも同様だった。メリーランド・イン・アフリカは1841年にメリーランド・イン・リベリア国となった。ミシシッピ・イン・アフリカ植民地は1842年にサイノー郡としてリベリアに取り込まれた。メリーランド・イン・リベリア植民地は1854年にリベリアからの独立を宣言し、短期間メリーランド・イン・リベリア国となった。その後1857年にメリーランド郡としてリベリアに併合された。

## 協会に対する反対の継続
植民地化に対する奴隷制廃止論者の抵抗は着実に増加していた。1830年代から協会は奴隷制廃止論者に激しく攻撃された。奴隷制廃止論者は植民地化が奴隷所有者の策謀ではないかと疑い、アメリカ植民地協会は合衆国内で奴隷制を続けるための一時逃れの宣伝に過ぎないと思わせようとした。
1832年、協会が慈愛の心に富んだ計画として売り込むもののために資金を集めようとイギリスに代理人を派遣し始めたとき、ウィリアム・ロイド・ガリソンは植民地化の悪徳に関して236頁の本でその計画に対する反対を扇動し、奴隷制廃止論者をイギリスに派遣して協会の支持者を見つけ出し立ち向かうようにさせた。
1855年、ウィリアム・ネズビットは植民地化の可能性について非常に批判的な随筆「リベリアの4ヶ月、すなわち生のアフリカ植民地」というパンフレットを出版した。ネズビットは1853年にアメリカ植民地協会の援助でリベリアに旅し、その小冊子は植民地での体験と観察を詳述したものだった。

## バージニア州、ケンタッキー州およびメリーランド州からの支持
強い反対にも拘わらず、計画は支持者も得ていた。バージニア州、ケンタッキー州およびメリーランド州のような奴隷州は既にかなりの数の自由黒人がおり、そこの白人達は1831年に関わった奴隷を解放したナット・ターナーの反乱以来動揺しており、それぞれの植民地協会を結成していた。
ナット・ターナーの反乱後植民地化の動きは大きな後押しを受けた。バージニア州、ケンタッキー州およびメリーランド州は全て自由黒人をアフリカへ送るための予算を確保した。さらにターナーの反乱が自由黒人に対する白人のかなりな反発を生んで以来移民を望む黒人の数が増えていた。
このことで後押しされたメリーランド州議会は1832年に今後解放された奴隷は州から去ることを求める法律を成立させ、具体的にメリーランド州植民地協会が管理するリベリアの一部への渡航を手配した。しかし執行規定には歯抜けがあり、多くのメリーランド州人は収穫期に余分な労働力を必要とした時に自由黒人に向けた反感を忘れた。解放されたアフリカ系アメリカ人がメリーランド州からリベリアあるいは他の場所へ強制的に送られたという証拠は無い。

### リベリア植民地での生活
リベリアの社会は3区分に分かれていった。ヨーロッパ系アフリカ人の系列に繋がる開拓者達、奴隷船や西インド諸島から解放された奴隷達、および先住民族だった。これらの集団はリベリアの歴史に大きな影響を与えることになった。新しい植民地は別のアメリカ生活様式を採用した。深いベランダのある南部プランテーション様式の家屋、西アフリカの他の国と結びついた繁盛する貿易などである。アメリコ・ライベリアンは、「ネイティブ」として特徴付けられる地元の人とは、「ミスター」という普遍的呼称で区別した。
開拓者達はアメリカの社会を造り直し、南部プランテーションに似た教会や家屋を建て、英語を話し続けた。多くの開拓者は先住民族と複雑な関係になり、或る場合には結婚し、或る場合には差別したが、常に彼等を「文明化」させようと試み、伝統的な社会に西洋の価値観を強制しようとした。

## 先住民からの反対
植民地の形成は困難さ無くして起こった訳ではなかった。リベリアでアメリカ植民地協会が占領した土地は移民が到着したときに先住民が居なかった土地ではなかった。地域の多くはマリンケ族の支配下にあり、彼等はこれら開拓者の拡大に不満だった。病気、貧しい住居の状態や食料と薬品の欠如に加えて、これら新移民は先住民との散発的な戦闘に駆り出された。
開拓のほとんど初期から開拓者達は周期的に地元の種族達から頑固な反抗に遭い、大抵は血なまぐさい戦闘に発展した。一方で、植民地拡張主義者達が新しく独立したリベリアに入り込んで、力で独立リベリアの当初の領土を多く取り上げた。

## リンカーンと協会
1840年代以降、クレイの称賛者エイブラハム・リンカーンは協会が黒人をリベリアに植民する計画の提唱者であり続けた。1854年のイリノイ州での演説で、そのような事業の計り知れない困難さは奴隷制を急速に終わらせる容易な方法を見付けることの障害となると指摘している。
リンカーンは大統領になった頃に、協会が支持する種類の再定住を手配しようと繰り返し務めたが、その試みはことごとく潰れた。大半の学者は、リンカーンが1863年までに、黒人部隊の使用に続いてその考えを棄てたと信じている。伝記作者のスティーブン・B・オーツは、リンカーンが黒人兵にアメリカ合衆国のために戦うことを求めるのは不道徳だと考え、軍役に携わった後はアフリカに移住させようと考えたと主張した。マイケル・リンドなどは1864年か1865年までもリンカーンが植民地化の望みを持ち続けたと考え、司法長官エドワード・ベイツに、ジェイムズ・ミッチェル牧師が「あなたの助手あるいは補佐として解放黒人の移民あるいは植民地化に関する議会の幾つかの法案を実行すること」に留まれるかどうかを尋ねたと言われていると述べた。リンカーンは大統領2期目の1865年4月11日、黒人に選挙権を与えることを支持する演説を行った。

## 協会の破産
アメリカ植民協会は1847年までリベリアの発展を密接に統制した。しかし、1840年代までにリベリアは協会の財政的負担になり、協会は事実上破産した。

## リベリアの独立
リベリアは主権国家でもなくまた歴とした主権国家の植民地でもなかったので、外部、特にイギリスからの脅威に直面した。協会は1846年までリベリアを統制し、その後イギリスが植民地を併合するかも知れないという認識で、リベリアに独立を宣言するよう指示した。1847年、植民地は独立国家リベリアとなった。新しいリベリアの憲法はアメリカのものを雛形にして作られたと言われている。

## バージニア州
1850年、バージニア州は移民を援助し支えるために5年間、年3万ドルを確保した。協会の第34期年次報告書では、「州の行動の妥当性と必要性を大きく道徳的に示したもの」としてその報せを称賛した。1850年代、協会はニュージャージー州、ペンシルベニア州、ミズーリ州およびメリーランド州議会からも数千ドルを受け取った。

## 南北戦争後の時代
1867年までに、協会はリベリアに13,000人以上の移民を送った。南北戦争後、多くの黒人がリベリアに行くことを望んだとき、植民地化の財政的支援が衰えていた。協会のその最後の時代、さらに移民を送るよりもリベリアでの教育や伝道にその焦点を当てていた。

## 議会図書館
1913年と1964年の正式な解散の時に再度、協会はアメリカ合衆国議会図書館にその記録を寄付した。その中には協会の設立、リベリア設立に果たした役割、植民地を運営し守る努力、資金集め、開拓者の募集、アメリカ南部の黒人市民の状態、および黒人開拓者が新国家を樹立し導いた方法に関する豊富な情報が含まれている。